# Jens Joel
Jens Joel Sand (født Jens Joel Nielsen den 12. maj 1978 i Odense) er en dansk politiker, medlem af Folketinget for Socialdemokratiet siden 2011.
Jens Joel er socialdemokratiets spidskandidat i Århus Øst-kredsen, hvor han blev valgt som afløser efter Svend Aukens død i 2009. I 2011 blev han valgt i Folketinget i Østjyllands Storkreds med 5.309 personlige stemmer, og ved Folketingsvalget i 2015 med et stemmetal på 7.191 personlige stemmer. Han blev i 2019 genvalgt i Østjyllands Storkreds med 6.126 personlige stemmer.

## Baggrund
Jens Joel er søn af sproglærer K. D. Joel Nielsen og skoleinspektør Dorthe Boe Nielsen. Jens Joel var skilsmissebarn, og voksede op hos sin mor i Odense, mens faren boede i Aarhus.
I 1999 flyttede Jens Joel til Aarhus for at læse statskundskab på Aarhus Universitet, og afsluttede i 2006 uddannelsen med en kandidatgrad i Statskundskab (cand.scient.pol.). Som en del af sin universitetsuddannelse havde Jens Joel i 2004 et studieophold ved Humboldt Universitet i Berlin, hvor han studerede Socialvidenskab. I sin studietid arbejdede Jens Joel, som studentermedhjælper ved LO og som filmoperatør i biografen Øst for Paradis.
I 2010 arbejdede Jens Joel som underviser ved Aarhus BSS (delen som dengang hed Handelshøjskolen i Aarhus). Yderligere arbejdede han i 2010-2011 som Undervisningskonsulent på deltid ved Arkitektskolen Aarhus fra 2010-2011.
Jens Joel har besiddet forskellige tillidserhverv gennem årene. Senest har han været medlem af bestyrelsen i Brabrand Boligforening (2015-2018), Aarhus HF og VUC (2018) og Djurslands Folkehøjskole (2013-2018).

## Politisk karriere
Jens Joel blev oprindeligt politisk aktiv da han mødte Svend Auken i den socialdemokratiske studenterbevægelse Frit Forum i Århus, hvor han selv var formand i 2002 indtil 2003.
Da Jens Joel blev valgt ind i Folketinget i 2011 blev han europaordfører for Socialdemokratiet, hvilket han var indtil 2013, hvor han blev miljøordfører for partiet. I 2014 blev han gjort til klima- og energiordfører. Han er for øjeblikket medlem af Folketingets energi-, forsynings- og klimaudvalg, europaudvalget samt skatteudvalget og har tidligere siddet i beskæftigelsesudvalget, miljøudvalget, boligudvalget og transportudvalget.
Som klima- og energiordfører var Jens Joel Socialdemokratiets hovedforhandler i forhandlingerne om den brede energiaftale fra sommeren 2018, som blandt andet indebar at etablere tre havvindmølleparker, øge midlerne til grøn forskning samt omstille den danske el- og varmeproduktion til vedvarende energi frem mod 2030.
Inden Jens Joel stillede op til Folketinget i 2011, arbejdede han som sekretariatsleder og politisk rådgiver for Dan Jørgensen og Poul Nyrup Rasmussen hos Socialdemokratiet i Europa-Parlamentet i Bruxelles fra 2006 til 2010. I denne periode blev især en ny kemilov, REACH fra 2006, en opsigtsvækkende lov. Denne lov forbedrer beskyttelsen af menneskers sundhed og miljøet mod de risici som kemikalier kan udgøre.
I forbindelse med vedtagelsen af REACH blev der lavet en dansk dokumentarfilm af Lars Feldballe Petersen, som følger Dan Jørgensen og Jens Joel samt to lobbyister i deres arbejde i vedtagelsesprocessen.